# 福岡登
福岡 登（ふくおか のぼる、1939年 - ）は、日本の物理学者。理学博士。四国大学学長。大阪大学理学部卒業。同大学理学研究科修了。日本物理学会、応用物理学会、日本理科教育学会に所属。

## 経歴
- 1963年 - 大阪大学卒業。
- 1965年 - 大阪大学理学研究科修了。
- 1966年 - 大阪大学助手就任。
- 1973年 - 大阪大学講師就任。
- 1980年 - 大阪大学助教授就任。
- 1985年 - 鳴門教育大学助教授就任。
- 1988年 - 鳴門教育大学教授、鳴門教育大学副学長就任。
- 2001年 - 四国大学学長就任。

## 著書
- 『半導体と半金属:基礎と応用(金属物性基礎講座第6巻)』（アグネ技術センター、1990年）